# Heiligenbrücke (Ellingen)

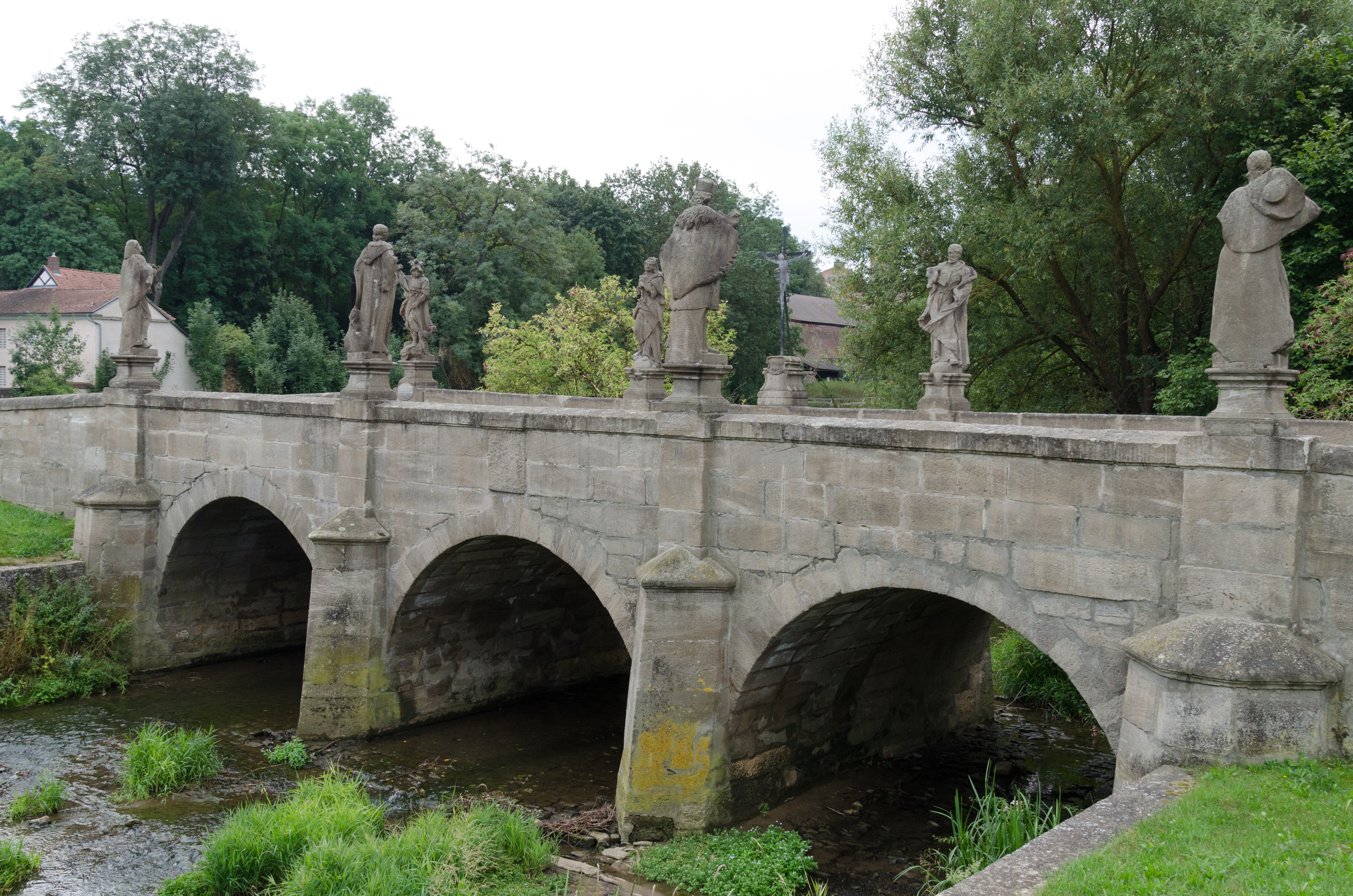
Die Heiligenbrücke über der Schwäbischen Rezat in Ellingen

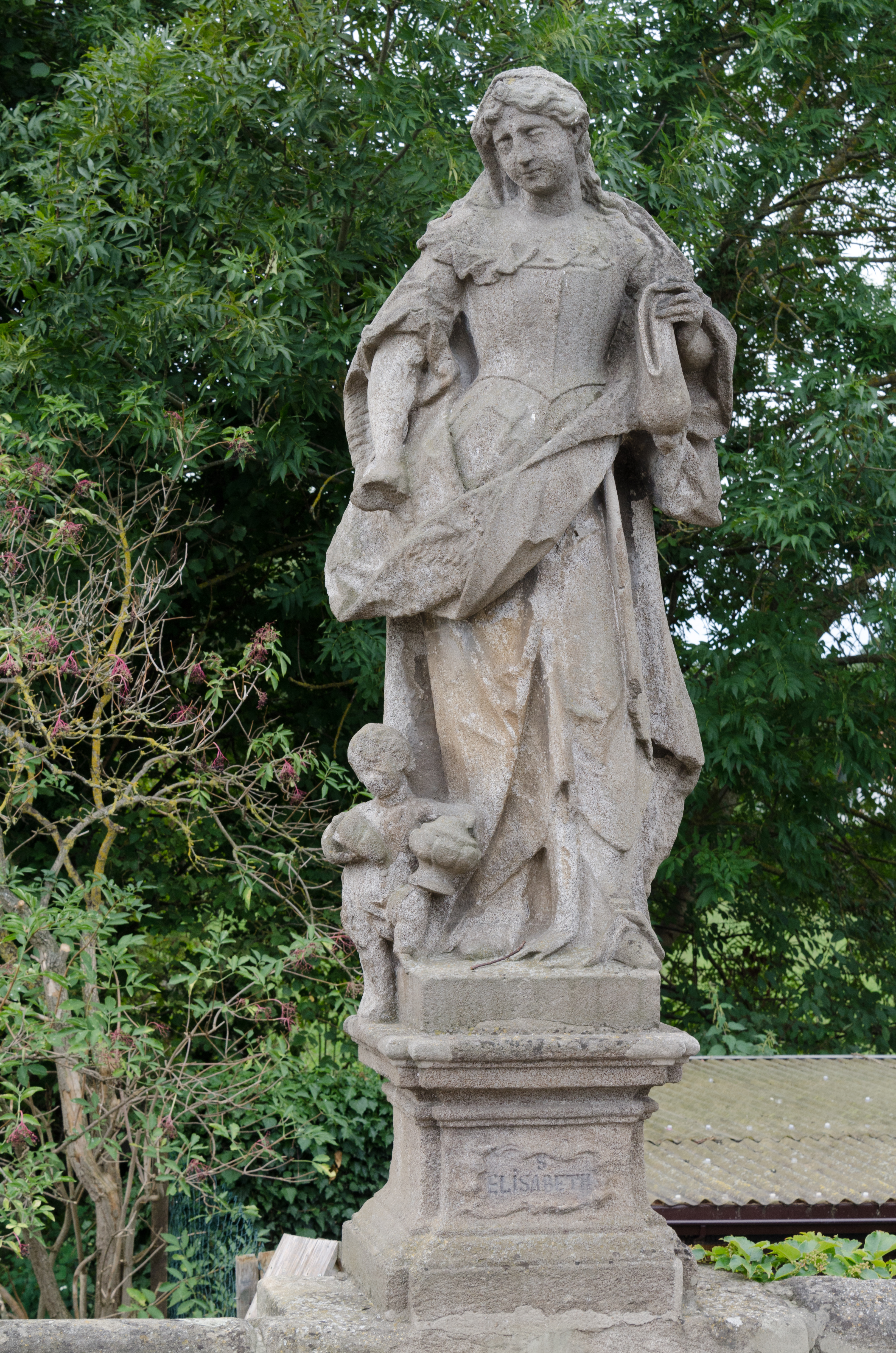
Statue der hl. Elisabeth von Thüringen

Die Heiligenbrücke (auch Sternwirtsbrücke) ist eine barocke Steinbrücke, die die Schwäbische Rezat in Ellingen, einer Stadt im mittelfränkischen Landkreis Weißenburg-Gunzenhausen, überquert. Das Bauwerk ist unter der Denkmalnummer D-5-77-125-8 als Baudenkmal in die Bayerische Denkmalliste eingetragen.
Die Brücke steht nordöstlich des historischen Stadtkerns und nordöstlich der Residenz Ellingen nahe dem Eingang zum Schlosspark auf einer Höhe von 388 m ü. NHN. Über die Brücke führt die Bahnhofstraße. Wenige Meter weiter nördlich wurde ein kleiner Fußgängerüberweg als zusätzliche Flussquerung errichtet. Flussaufwärts überquert die Johannesbrücke den Fluss.
Die dreijochige Brücke wurde unter Landkomtur Friedrich Karl von Eyb nach Plänen von Matthias Binder um 1762 aus Sandsteinquadern errichtet und ersetzte die dortige Furt einer früheren Römerstraße. Die Brücke wurde, anders als in den Planungen des Deutschen Ordens vorgesehen, im schlichten Stil ohne Brückentoranlage erbaut. Auf jeder Brüstungsmauer der Brücke stehen vier lebensgroße Heiligenfiguren von Leonhard Meyer, auf der linken Seite Georg, Immaculata, Joseph und Elisabeth, auf der rechten Seite Antonius von Padua, Leonhard, Johannes von Nepomuk und Franz Xaver. Auf der Mitte der südlichen Brüstung wurde ein eisernes Kruzifix aufgesetzt.